# Marieke Koekkoek
Marieke Koekkoek (geboren am 26. Februar 1989) ist eine niederländische Juristin und Politikerin der pro-europäischen Partei Volt Nederland. Sie wurde bei den Parlamentswahlen 2021 aufgrund der Anzahl der erhaltenen Vorzugsstimmen in das Abgeordnetenhaus gewählt. Bevor sie Mitglied des Parlaments wurde, studierte sie Jura und arbeitete als Rechtsreferendarin.

## Werdegang
Koekkoek wurde in der niederländischen Hauptstadt Amsterdam geboren und wuchs in deren Stadtteil Zuidoost auf. Nachdem sie ein Gap Year in Australien und Europa verbracht hatte, begann sie 2008 ein Studium des niederländischen Rechts an der Universität Utrecht. Sie war Mitglied der Studienvereinigung Urios und leitete die Model United Nations Society von Urios. Nach ihrem Abschluss 2011 studierte Koekkoek ein Jahr an der Universität Amsterdam und ein weiteres Jahr an der Universität Barcelona, wo sie einen Master-Abschluss in Internationalem Handels- und Investitionsrecht bzw. in Internationalem Wirtschaftsrecht und -politik erwarb.
Im Oktober 2013 kam Koekkoek als Doktorandin und Forscherin an das Centre for Global Governance Studies der KU Leuven. Sie spezialisierte sich auf internationales Wirtschaftsrecht und kehrte 2017 in die Niederlande zurück, während sie weiterhin an der KU Leuven arbeitete. 2019 lebte Koekoek für einige Zeit in China, um an der China-EU School of Law zu unterrichten. Im September 2019 wurde sie Rechtsreferendarin bei Fieldfisher in Amsterdam.

## Politik
Koekkoek trat 2018 der neuen pro-europäischen Partei Volt bei, nachdem sie zuvor Mitglied der Democraten 66 war. Sie war an der Erstellung des Europaprogramms der Partei beteiligt und nahm an den Wahlen zum Europäischen Parlament 2019 in den Niederlanden auf Listenplatz 22 mit Volt teil.
Bei den Parlamentswahlen 2021 wurde sie auf Platz vier der Parteiliste gewählt und war erneut an der Ausarbeitung des Programms beteiligt. Koekkoek setzte sich für die Rechte von LGBTQ, Grundrechte und für humane Migrationspolitik ein. Sie wollte, dass das Verfahren für Asylbewerber beschleunigt wird und dass sie das Recht haben, zu arbeiten und die niederländische Sprache zu lernen, während sie auf die Ergebnisse ihres Asylantrags warten. Koekkoek ist davon überzeugt, dass Europa als geeinter politischer Block auftreten muss, um nicht zum Spielball zwischen den Großmächten USA und China zu werden.
Obwohl Volt bei der Wahl nur drei Sitze gewann, wurde Koekkoek aufgrund ihrer 37.093 Vorzugsstimmen auf Kosten des dritten Kandidaten von Volt, Ernst Boutkan, in die Abgeordnetenkammer gewählt. Koekkoek war eine von drei Kandidaten bei der Wahl 2021, die aufgrund ihrer Vorzugsstimmen gewählt wurden. Vom 15. März bis 4. Juli ging Koekkoek in Mutterschaftsurlaub und wurde in dieser Zeit durch Boutkan vertreten, der für diesen Zeitraum vereidigt wurde.
In der Abgeordnetenkammer ist sie Mitglied in folgenden Ausschüssen:
- Ausschuss für Landwirtschaft, Natur und Lebensmittelqualität
- Ausschuss für Außenhandel und Entwicklungszusammenarbeit
- Ausschuss für Gesundheit, Wohlfahrt und Sport
- Ausschuss für Justiz und Sicherheit
- Ausschuss für die Beziehungen zum Königreich
- Petitionsausschuss
- Ausschuss für soziale Angelegenheiten und Beschäftigung

## Privatleben
Koekkoek ist bisexuell und wohnt im Utrechter Stadtteil Leidsche Rijn. Sie hat einen chinesischen Ehemann, der zum Studium in die Niederlande kam, zwei Kinder und kann Geige spielen.